# Helene Koller-Buchwieser
Helene Koller-Buchwieser (* 26. November 1912 in Wien; † 4. März 2008 in Hinterbrühl) war eine österreichische Architektin.

## Leben
Als Tochter des Architekten und Baumeisters Bruno Buchwieser senior studierte Helene Koller-Buchwieser zwischen 1932 und 1937 an der Technischen Hochschule in Wien, ehe sie von 1937 bis 1938 im väterlichen Betrieb arbeitete. Nachdem sie bereits während ihrer Schulzeit eine Maurerlehre absolviert hatte, erlangte sie während ihres Studiums zusätzlich Praxis als Bautechnikerin und Werkführerin auf Baustellen ihres Vaters. Von 1938 bis 1939 war sie Architektin für Adaptierungsmaßnahmen im Kunsthistorischen Museum, danach war sie von 1939 bis 1945 neuerlich im Betrieb ihres Vaters tätig. Ab 1945 wirkte sie als freischaffende Architektin, die Kirchen-, Wohn- und Geschäftsbauten schuf. Unter anderem war sie beim Wiederaufbau des Wiener Stephansdoms beschäftigt, darüber hinaus übernahm sie denkmalpflegerische Arbeiten. In späteren 1970er Jahren engagierte sie sich bei Aufbauarbeiten in West-Afrika, für die sie von Papst Paul VI mit dem Pro Ecclesia et Pontifice Ehrenzeichen ausgezeichnet wurde. 1979 wurde ihr der Titel Professorin verliehen und 1988 erhielt sie die Ehrennadel von Hinterbrühl, jener Gemeinde, in der sie ihren Wohnsitz hatte.
In erster Ehe war sie mit dem Kunsthistoriker und SS-Mann Lothar Kitschelt verheiratet, als Kriegswitwe heiratete sie in zweiter Ehe 1947 Josef Koller, Sektionsrat im Bundesministerium für Volksernährung.
Begraben ist die Architektin am Friedhof in ihrem langjährigen Heimatort, der Hinterbrühl.

## Werke (Auswahl)

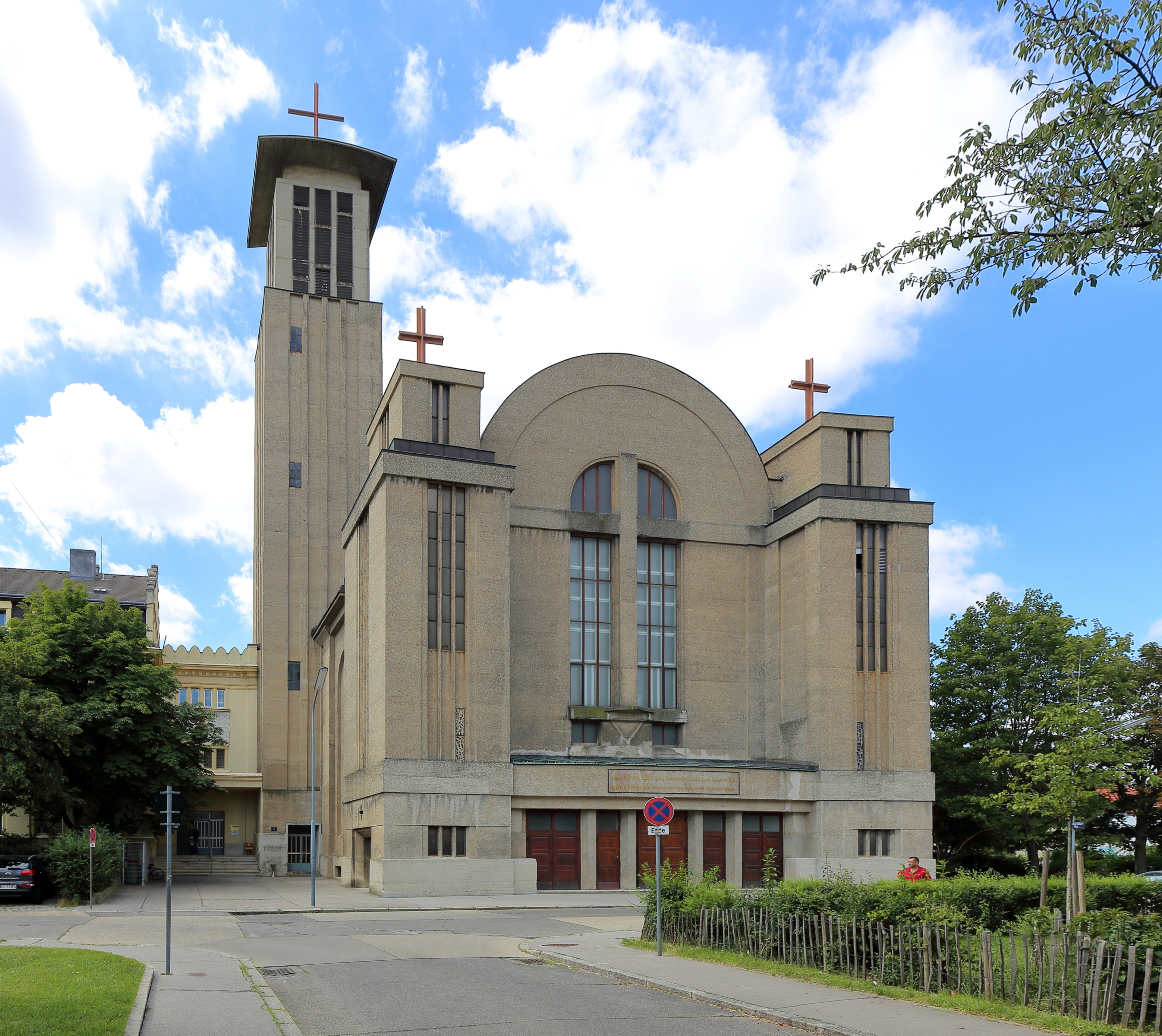
Ehemalige Pfarrkirche Maria vom Berge Karmel

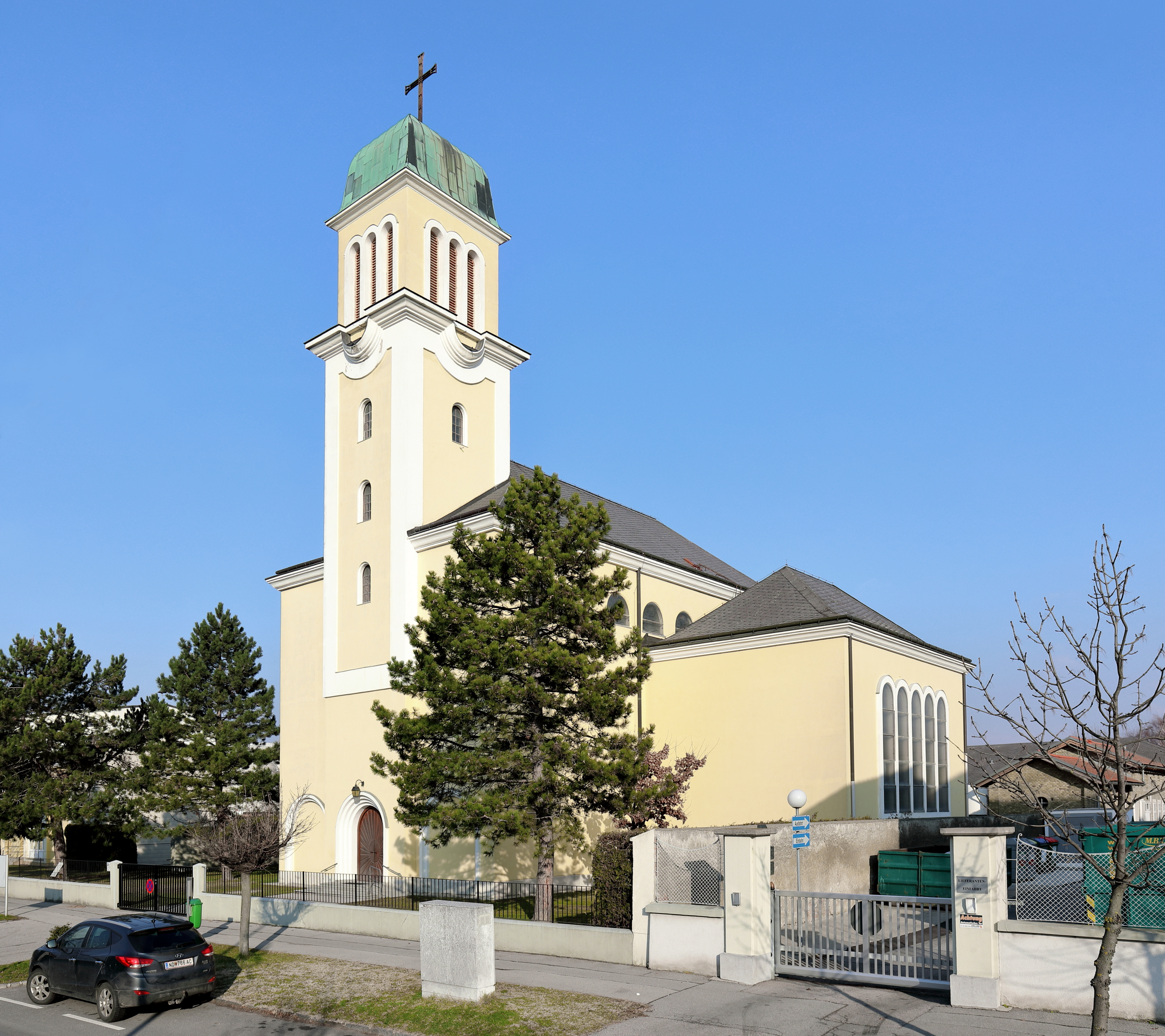
Pfarrkirche Kittsee (1948–1952)

- Pfarrkirche Neumargareten, Wien-Meidling (1952)
- Ehemalige Pfarrkirche Maria vom Berge Karmel, Wien-Favoriten (stark veränderte Wiederherstellung des Ursprungbauwerkes von Hans Prutscher, 1958)
- Klosterkirche St. Josef, Wien-Favoriten (1962)
- Pfarrkirche Kittsee[1] (1948–1952)[7]
- Aufbahrungshalle in ihrer Heimatgemeinde Hinterbrühl[8]